# Абашин Микола Борисович

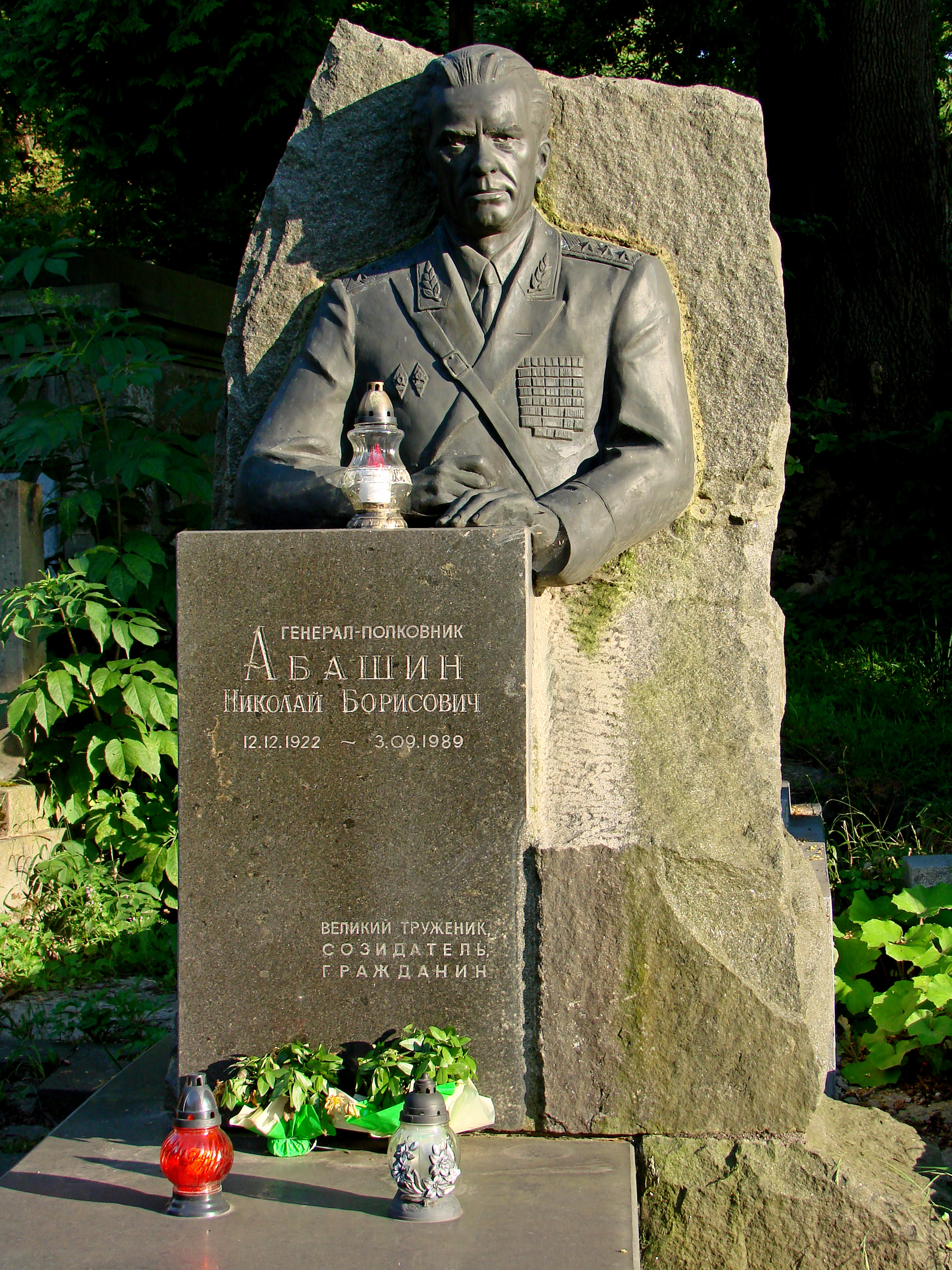

Мико́ла Бори́сович Аба́шин (рос. Николай Борисович Абашин) (12 грудня 1922, село Петєліно Тульського повіту Тульської губернії  — 3 вересня 1989, Львів) — радянський військовий діяч, 1-й заступник командувача військ Прикарпатського військового округу. Генерал-полковник.

## Життєпис
Народився у родині селянина. Трудову діяльність розпочав слюсарем в механічних майстернях.
З 24 липня 1941 року — у Червоній армії. Учасник німецько-радянської війни. У січні 1942 року закінчив два курси Новоград-Волинського військово-піхотного училища, яке знаходилося в евакуації у місті Ярославлі. Слуджив командиром 2-го стрілецького батальйону 1231-го стрілецького полку 371-ї стрілецької дивізії 30-ї армії Калінінського фронту, старшим ад'ютантом 28-го Окремого танкового батальйону, старшим помічником начальника відділення із інформації розвідувального відділу штабу 7-го гвардійського танкового корпусу, старшим помічником начальника розвідувального відділу 10-го танкового корпусу, начальником розвідувального відділу штабу 10-го гвардійського Уральсько-Львівського Добровольчого танкового корпусу.
Після війни закінчив Військову академію імені Фрунзе, Військову академію Генерального штабу Збройних Сил СРСР імені Ворошилова, Вищі армійські курси при Військовій академії Генерального штабу Збройних сил СРСР імені Ворошилова.
У липні 1961 — квітні 1964 року — заступник командира 147-ї мотострілецької дивізії Закавказького Червонопрапорного військового округу. У квітні 1964 — квітні 1966 року — командир 10-ї гвардійської мотострілецької дивізії Закавказького військового округу. У квітні 1966 — квітні 1968 року — командир 147-ї мотострілецької дивізії Закавказького військового округу.
У квітні 1968 — листопаді 1969 року — 1-й заступник командувача 28-ї армії Червонопрапорного Білоруського військового округу. У листопаді 1969 — лютому 1973 року — командувач 28-ї армії Червонопрапорного Білоруського військового округу.
У лютому 1973 — квітні 1983 року — 1-й заступник командувача військ Прикарпатського червонопрапорного військового округу.
Під безпосереднім керівництвом Абашина було збудовано спортивно-стрілецький комплекс, легкоатлетичний манеж з велотреком, базу сучасного п'ятиборства. 1980 року ці будівлі були запасними аренами для проведення Ігор XXII Олімпіади . Сприяв розвиткові шахів у військовому окрузі. Майстер спорту Віктор Желяндинов згадував: «Такого фанатика шахів я більше не бачив. Ми створили фантастичну команду ПрикВО — Бєлявський, Дорфман, Літинська, Хузман. Знайшли й виховали юного Васю Іванчука! Багато разів вигравали чемпіонати Збройних Сил. Генерал усіх забезпечив квартирами. Дорфман лідирував у чемпіонаті СРСР 1977 року в Пітері і відклав вирішальну партію з Романишиним із шансами на перемогу. Генерал надіслав ввечері за мною машину, і ми всю ніч аналізували відкладену партію, а вранці знайдений виграш передали Дорфману» .
Автор повісті «Вони йшли попереду» (рос. «Они шли впереди», Москва, 1986). Як зазначено в анотації, «книгу присвячено військовим розвідникам, з якими автор пройшов бойовий шлях від Москви до Праги». Наклад видання — 100 тисяч примірників.
У квітні — липні 1983 року — у розпорядженні командувача військ Червонопрапорного Прикарпатського військового округу.
З 9 липня 1983 року — у відставці. Помер у вересні 1989 року . Поховали його на полі № 1 Личаківського цвинтаря у Львові.

## Звання
- генерал-майор (16.06.1965)
- генерал-лейтенант (29.04.1970)
- генерал-полковник (14.02.1978)

## Нагороди
- чотири ордени Червоного Прапора
- орден Вітчизняної війни I-го ст.
- орден Вітчизняної війни II-го ст.
- два ордени Червоної Зірки
- орден Олександра Невського
- орден «За службу Батьківщині у Збройних Силах СРСР» III-го ст.
- медалі
- Почесний громадянин Коростеня[4].